# Colibrí maragda de Cuba
El colibrí maragda de Cuba (Riccordia ricordii) és una espècie d'ocell de la família dels troquílids (Trochilidae) que habita zones forestals de Cuba i Bahames. Fins fa poc era inclòs al gènere Chlorostilbon.